# Rune Johansson (1917–1975)
Rune Johansson, i riksdagen Johansson i Norrköping, född 5 april 1917 i Trollhättan, död 27 maj 1975 i Norrköping, var en svensk socialdemokratisk politiker, riksdagsledamot och ombudsman. Johansson var ledamot av andra kammaren 1957-1970 och av den nya enkammarriksdagen 1971-1972, invald i Östergötlands läns valkrets.
Han var son till stenarbetaren Oskar Johansson och Hilda Wahlström, gift med Lilly Bjurbäck (född 1918 i Vänersborg) och far till barnen Lars (född 1946) och Hans (född 1949).